# Naricolax longispina
Naricolax longispina is een eenoogkreeftjessoort uit de familie van de Bomolochidae. De wetenschappelijke naam van de soort is voor het eerst geldig gepubliceerd in 2005 door Ho & Lin.